# Jacob Gudiol
Jacob Gudiol, född 30 november 1982 i Helsingborg, är en svensk fysioterapeut, författare och skribent med inriktning på träning, kost och näringslära.

## Biografi
Gudiol är legitimerad fysioterapeut (sjukgymnast) och har en mastersexamen i Sport Science inriktning sport medicine från Lunds universitet, samt stora delar av en civilingenjörsutbildning. Han har en idrottslig bakgrund som fotbollsspelare och har tidigare arbetat som tränare i Helsingborgs IF:s ungdomsverksamhet.
Han arbetar (2020) som egen företagare och skriver regelbundet på Tyngre.se, och har tidigare skrivit bland annat för Svenska Dagbladet, Metro och BODY Magazine. Han har också medverkat som expert i bland annat TV4, Aftonbladet, Expressen, Göteborgs-Posten, Friskispressen, Fokus, svenska Cycling Plus, Blossom Magazine, Allt om Mat, Hälsa och Dagens Nyheter.
Gudiol gav 2011 ut Forma kroppen och maximera din prestation tillsammans med Nicklas Neuman, som handlar om kost och träning på vetenskaplig grund, och som kom ut i ny utgåva 2013. Han menar att det finns många myter och förvrängning av information när det gäller träning och kost, och att det kan vara svårt att avgöra vilken information som är pålitlig och evidensbaserad.
År 2014 gav han ut Skitmat!: vad det är, varför den gör dig fet och varför du fortsätter att äta den, som gavs ut i en ny, uppdaterad version 2017. Gudiol konstaterar att träning inte gör så stor skillnad för vikten, utan att kosten är det absolut viktigaste för att gå ner i vikt. Han menar vidare att den som vill gå ner i vikt måste avstå från skräpmat, samt hitta en diet som går att hålla långsiktigt.
Gudiol medverkar återkommande på Tyngre.se, en redaktionell webbsajt om alla möjliga varianter av styrketräning, och ger evidensbaserade kommentarer om kost och hälsa men även om vaccination och coronapandemin. Han har ihop med fysioterapeuten William Valkeoja en podcast, Tyngre Träningssnack, "forskningsbaserat rakt igenom, där olika aspekter kring prestation, styrka, kondition och kost hanteras". De har även gäster, såsom forskare inom hälsa, sport och träning.